# 导向基团
在有机化学中 ， 导向基团 （DG）是指可通过与试剂相互作用来促进反应有选择性地发生的取代基，该术语通常用于烃的CH键活化。导向基团可以作为“配位基团”（即“内部配体”）将金属催化剂引导至特定的C–H键附近。 例如， 苯乙酮中的酮基是Murai反应的导向基团。 

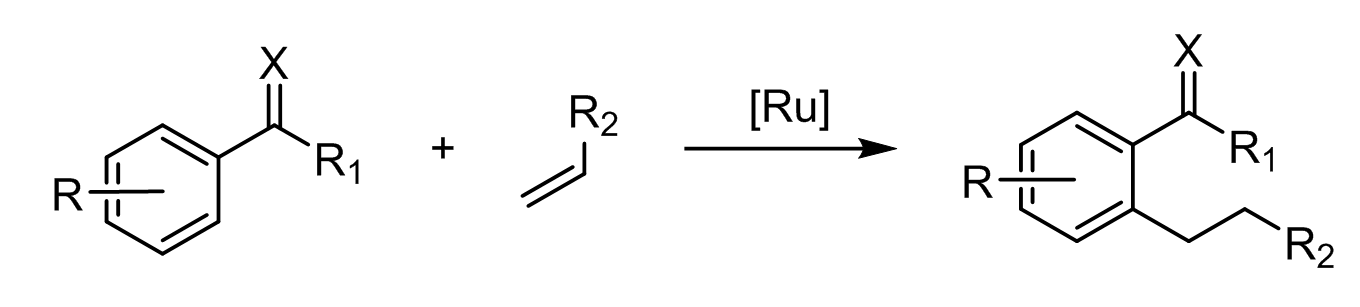
Murai反应 X=导向基团。

Murai反应与邻位定向金属化反应 ，该反应通常应用于取代的芳环的锂化  。 

## 可脱除性导向基团
由于导向基团是配体，因此其有效性与其对金属的亲和力相关。 常见的官能团通常只是弱配体（例如酮），因此通常是较差的DG。 这个问题可以通过使用可脱除性导向基团来解决。 例如：可以通过席夫碱缩合可逆地将弱DG（例如酮）转化为强DG（例如亚胺）。 反应完成后，可以水解使胺脱除，酮得到再生。 

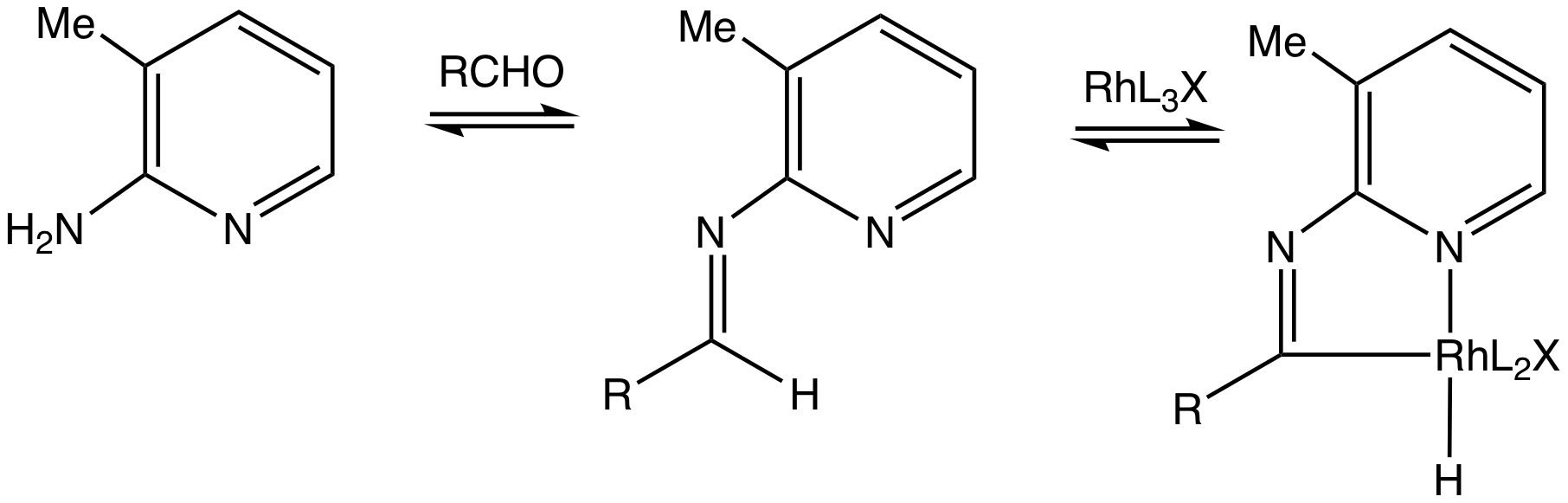
通过2-氨基-3-甲基吡啶提供的可脱除性导向基活化CH键。